# Serie spettrochimica
La serie spettrochimica elenca i ligandi e gli ioni metallici in ordine crescente di campo che sono in grado di creare (ovvero la separazione Δ del campo cristallino o del campo dei ligandi) quando danno origine ai complessi. Fu determinata originariamente dal chimico giapponese R. Tsuchida nel 1938.

## Serie spettrochimica dei ligandi
La serie spettrochimica dei ligandi, riferita a quelli più comuni, è la seguente:
I− < Br− < S2− < SCN− < Cl− < N3− < F− < NCO− < (NH2)2C=O < OH− < C2O42− < O2- < H2O < NCS− < NC− < py < NH3 < en < bipy < phen < NO2− < CNO− < CN− < CO
Tra i principali fattori che influenzano tale serie vi sono la differenza di energia tra gli orbitali del metallo e del ligando implicati nel legame oltre alla sovrapposizione degli stessi. In linea generale, si osserva che le basi π tendono a provocare una minore separazione, i ligandi che non presentano alcun effetto π (come l'ammoniaca) sono situati nella zona centrale della serie mentre gli acidi π sono quelli che creano un campo più forte. Non mancano comunque le eccezioni: ad esempio il cianuro crea un campo maggiore di quanto sia prevedibile in base alla sua limitata acidità π.

## Serie spettrochimica dei metalli
La tendenza dei metalli a creare un campo maggiormente forte aumenta all'aumentare del loro numero di ossidazione e discendendo lungo un gruppo della tavola periodica. Una serie spettrochimica parziale dei metalli è la seguente:
Mn2+ < Ni2+ < Co2+ < Fe2+ < V2+ < Fe3+ < Cr3+ < V3+ < Co3+ < Mn4+ < Mo3+ < Rh3+ < Ru 3+ < Pd4+ < Ir3+ < Re4+ < Pt4+
Aumentando il numero quantico principale (ovvero discendendo lungo un gruppo) il legame σ, rispetto agli orbitali metallici 3d poco espansi, tende a rafforzarsi.
Confrontando la posizione dei ligandi e dei metalli nelle loro rispettive serie spettrochimiche è possibile prevedere la formazione di un complesso a campo forte piuttosto che di uno a campo debole: se entrambi si trovano posizionati verso destra si avranno ottime probabilità di ottenere un complesso a campo forte, viceversa potremmo aspettarci la formazione di un complesso a campo debole. Se il metallo e il ligando sono invece situati nella regione intermedia la previsione risulta più articolata e meno immediata.